# Vaveres ezers
Vaveres ezers este o arie protejată (arie specială de conservare — SAC, sit de importanță comunitară — SCI, arie de protecție specială avifaunistică — SPA) din Letonia întinsă pe o suprafață de 210,83 ha, integral pe uscat.

## Localizare
Centrul sitului Vaveres ezers este situat la coordonatele 56°33′12″N 24°48′15″E / 56.5534°N 24.8042°E.

## Înființare
Situl Vaveres ezers a fost declarat arie de protecție specială avifaunistică în decembrie 2002 pentru a proteja 6 specii de animale. Alte tipuri de protecție:
- sit de importanță comunitară (în mai 2004)
- arie specială de conservare (în mai 2004)[1][3][4]

## Biodiversitate
Situată în ecoregiunea boreală, aria protejată conține 7 habitate naturale: Lacuri și iazuri distrofice naturale, Mlaștini turboase de tranziție și turbării mișcătoare, Taiga vestică, Păduri fino-scandinave bogate în ierburi cu Picea abies, Păduri caducifoliate de mlaștină fino-scandinave, Mlaștini împădurite, Păduri aluvionare cu Alnus glutinosa și Fraxinus excelsior (Alno-Padion, Alnion incanae, Salicion albae).
La baza desemnării sitului se află mai multe specii protejate:
- păsări (5): minunița (Aegolius funereus), buhai de baltă (Botaurus stellaris), ciocănitoare neagră (Dryocopus martius), ciocârlie de pădure (Lullula arborea), ciocănitoare verzuie (Picus canus)
- nevertebrate (1): libelule (Leucorrhinia pectoralis)

Pe lângă speciile protejate, pe teritoriul sitului au mai fost identificate 1 specie de plante, 1 specie de mamifere.